# Semiothisa nigricans
Semiothisa nigricans är en fjärilsart som beskrevs av Aurivillius 1925. Semiothisa nigricans ingår i släktet Semiothisa och familjen mätare. Inga underarter finns listade i Catalogue of Life.